# El Palo Alto
El Palo Alto ("bastone alto") è una sequoia costiera (Sequoia sempervirens) situata nel Parco di El Palo Alto sulle rive del San Francisquito Creek a Palo Alto, California, negli Stati Uniti. È famoso per il suo significato storico e come omonimo della città di Palo Alto.
A luglio 2016, El Palo Alto era alto 33,5 metri, in calo rispetto ai 49,4 metri del 1814. La sua sommità è morta progressivamente, dal 1865 al 1955, per l'abbassamento della falda freatica, tanto che le sue radici non potevano più ottenere il necessario sostentamento della pianta.

## Storia
Il tronco della sequoia ha un diametro di 2,3 metri e una corona di 12 metri. Nel 1955 è stato realizzato un saggio dell'albero e la sua età è stata accuratamente determinata, in 1.015 anni, da George Hood, arboricoltore. George Hood realizzò anche le tubazioni per fornire la nebbia d'acqua alla cima dell'albero. "Le chiamò Progetto Fool the Redwood", ha detto David Dockter, un arboricoltore in pensione che lo aveva aiutato a prendersi cura dell'albero per più di due decenni e che ne controlla ancora la salute. "Le sequoie bevono dalla chioma e dalle radici, ed egli voleva ingannare la sequoia, facendole credere che fosse sulla costa, bevendo l'acqua ogni giorno quando arrivava la nebbia."
Accanto all'albero corre ancora una linea ferroviaria; i treni non sono più locomotive a vapore, alimentate a carbone, ma treni a gasolio. Ci sono piani per realizzare i treni elettrici sulla linea entro il 2024, il che potrebbe offrire aria più pulita all'albero.
El Palo Alto originariamente aveva 3 tronchi. Non si sa cosa sia successo al primo tronco; ne rimane solo un moncone attaccato al tronco attuale. Il secondo tronco cadde nel 1886, sempre per ragioni sconosciute.
L'albero è il punto di riferimento storico della strada California n. 2 (il n. 1 è l'Old Customhouse a Monterey). È riconosciuto dalla National Arborist Association e dalla International Society of Arboriculture per il suo significato storico come "campo base della Portola Expedition Party del 1769"; era frequentato dagli indiani Costanoan/Ohlone e utilizzato come albero di avvistamento da parte degli agrimensori che tracciarono El Camino Real. L'albero è raffigurato sul sigillo ufficiale della città di Palo Alto e sul sigillo della Stanford University. È all'origine del nome della città.
Una targa alla base dell'albero reca la seguente iscrizione:
Sotto questa gigantesca sequoia, il Palo Alto, dal 6 all'11 novembre 1769 si accamparono Portola e la sua banda nella spedizione che scoprì la baia di San Francisco, questo era il punto di raduno per le loro ricognizioni. Qui nel 1774 Padre Palou eresse una croce per segnare il luogo di una missione che intendeva costruire. La celebre carta topografica Pedro Font del 1776 conteneva il disegno dell'originale albero a doppio tronco che rendeva il Palo Alto il primo punto di riferimento vivente della California.
Due anni dopo la visita di Padre Palou, Padre Font, sulla via del ritorno dal Messico della spedizione di Juan Bautista de Anza dopo aver fondato San Francisco, misurò la sequoia gigante "cinque metri e mezzo circa" nel suo diario il 30 marzo 1776. Sempre a El Palo Alto, de Anza e Font trovarono la croce di legno che Palou aveva collocato due anni prima, ma de Anza decise di spostare il luogo della missione a Santa Clara perché l'acqua del torrente San Francisquito era troppo bassa durante la stagione secca.

## Salute dell'albero e conservazione

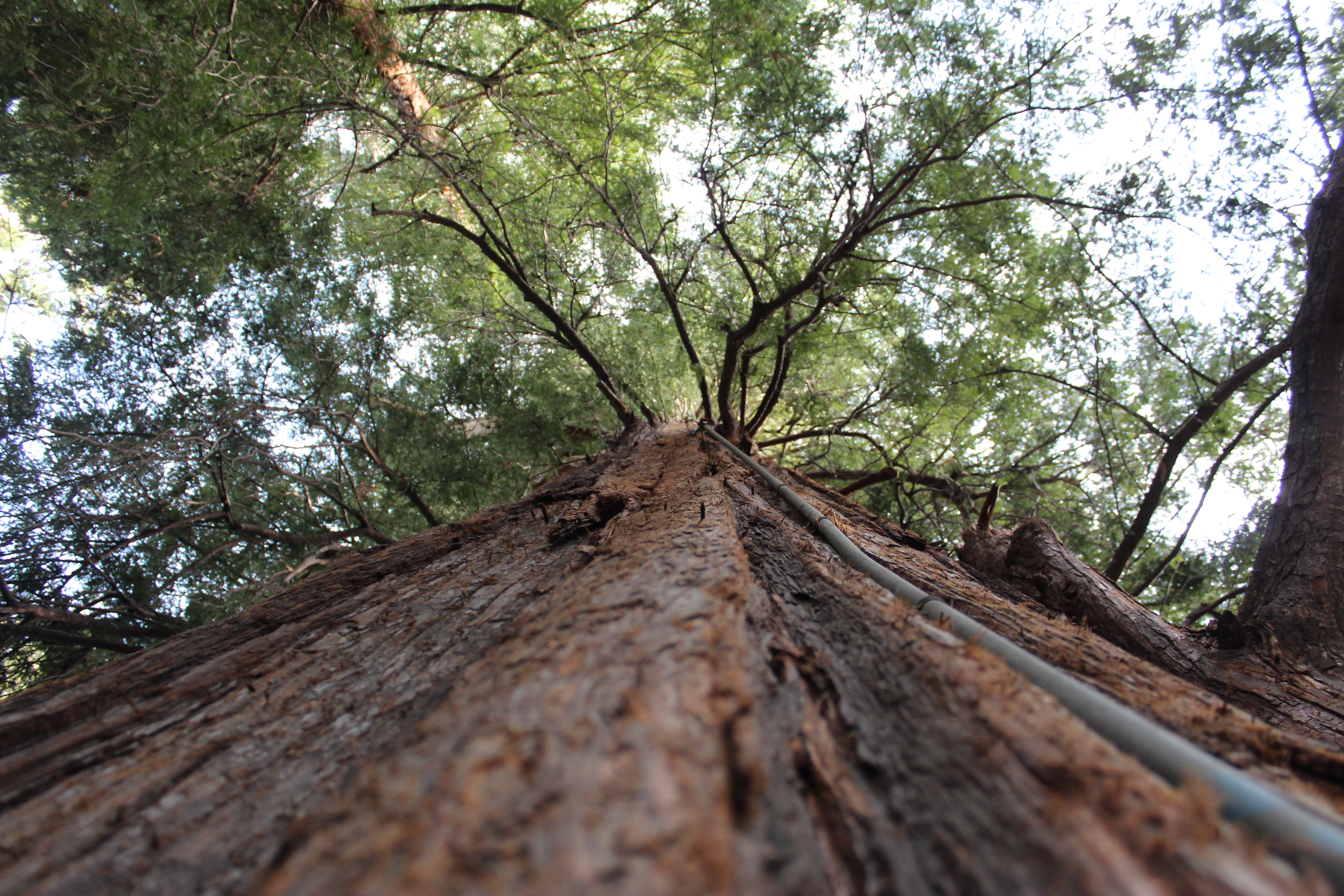
Sistema di irrigazione per El Palo Alto

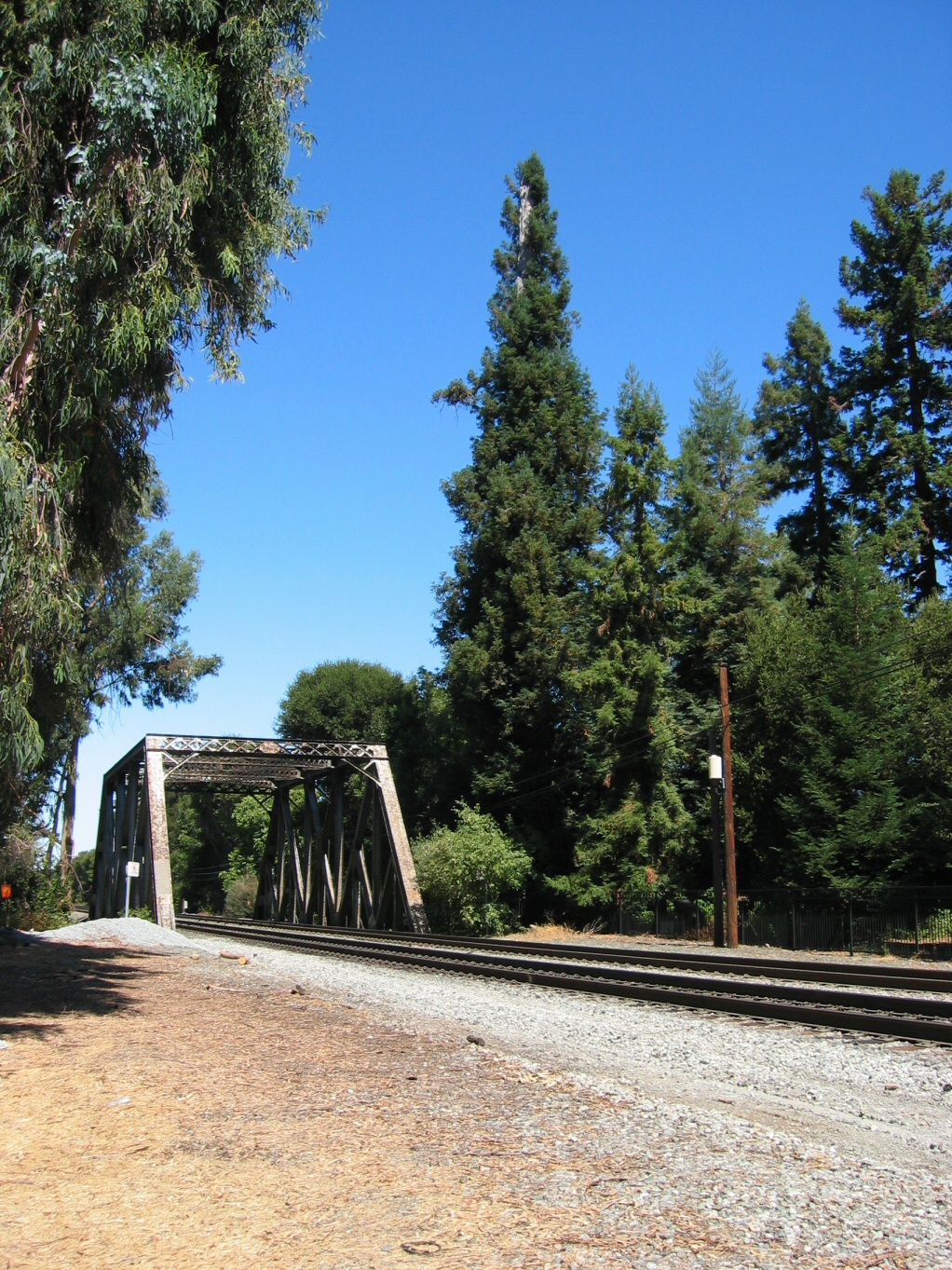
El Palo Alto, circa 2004

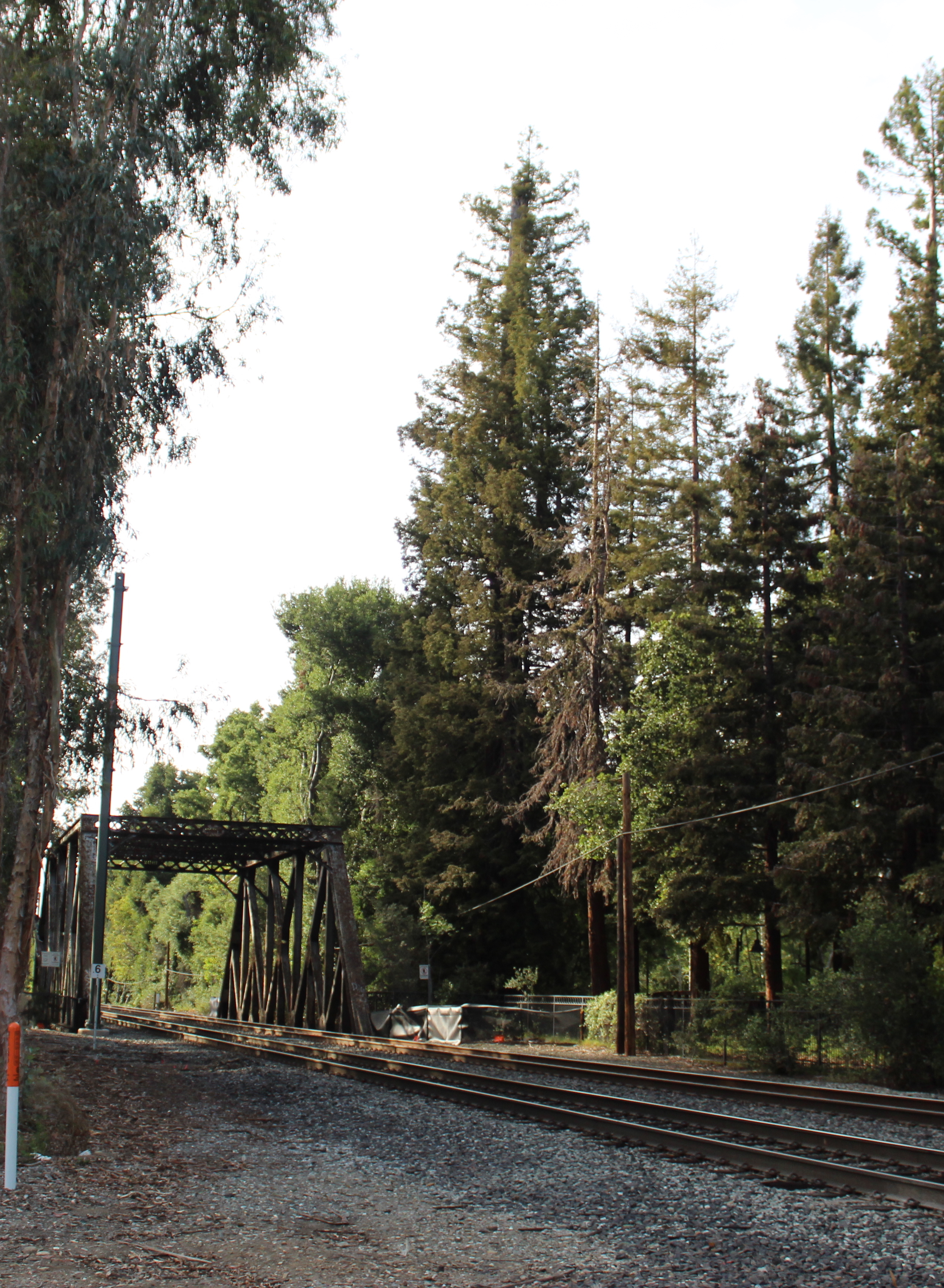
El Palo Alto, maggio 2020

Nel 1776 l'albero fu misurato in 40,7 metri, con una circonferenza di 4,5. Nel 1814 la misurazione rilevò un'altezza di 48,6 metri. Tuttavia, dal 1865 al 1955, la salute dell'albero andò in declino, con ramificazioni e foglie sparse. Nel 1926, temendo la sua perdita, venne posta una targa di bronzo in un masso di granito, che lo commemorava, da parte dei locali Native Sons of the Golden West. Nel 1951 la sua altezza era di 40,4 metri, nel 1977 si era ridotta a 37,8 metri per la rimozione della parte superiore morta, e nel 1999 si trovava ancora a quasi 33,0 metri.
Le cause del declino dell'albero sono state attribuite alla fuliggine delle locomotive a carbone e all'abbassamento della falda freatica da parte dei vicini pozzi dei frutteti, incluso il Tower Well del 1912 a due isolati di distanza. Negli anni 1960 la falda freatica era così bassa che l'acqua salata si infiltrava nei pozzi vicini. El Palo Alto non è stato in grado di accedere a questa falda acquifera abbassata, poiché le sequoie hanno generalmente radici poco profonde.
A metà degli anni 1960 l'albero era in grave declino, cosa che portò alla successiva morte della cima, fino a quando la falda freatica iniziò a riprendersi alla fine degli anni 1990. Gli sforzi per ripristinare la salute dell'albero da parte della Southern Pacific Railroad, della città di Palo Alto e dei cittadini locali includevano la potatura progressiva della cima dell'albero morente, l'aggiunta di terra e pacciame alla base dell'albero, la rimozione dei rami morti, l'irrorazione di pesticidi e l'installazione di un tubo parallelo al suo tronco per portare l'acqua da nebulizzare sulla cima. Sebbene l'albero si trovi oggi solo al 68% della sua altezza precedente, gode di una salute migliore rispetto a quasi un secolo fa.
Una valutazione orticola del 1999 di El Palo Alto, condotta in conformità con la Guida per la valutazione delle piante redatta dal Council of Tree and Landscape Appraisers e pubblicata dalla International Society of Arboriculture, ha valutato l'albero a 55600 $, ma il suo reale valore va oltre i dollari ed è stato descritto così: "La sequoia di El Palo Alto è considerata una risorsa naturale inestimabile e insostituibile in caso di perdita".
Nel 2004 i rizomi di El Palo Alto sono stati piantati nell'American Forests Historic Tree Nursery a Jacksonville, in Florida.
L'albero è stato dipinto a spruzzo con graffiti nell'agosto 2010, ma è stato successivamente ripulito.